# .at
.at (Austria) é o código TLD (ccTLD) na Internet para a Áustria.